# SLiM
SLiM (Simple Login Manager) est un gestionnaire de session pour X Window System. SLiM a la particularité d'être léger, complètement paramétrable, et approprié pour les machines sur lesquelles la connexion à distance est une fonctionnalité non indispensable.
Bien que n'ayant pas évolué depuis octobre 2013, SLiM a été choisi à la place de GDM pour GhostBSD 10.3, tandis que TrueOS l'a remplacé par son propre gestionnaire de connexion, PCDM.

## Fonctionnalités
SLiM supporte les fonctionnalités suivantes :
- PNG et XFT pour le support de la transparence alpha et de l'anticrénelage des polices de caractères ;
- Support des thèmes externes ;
- Options de configuration : X server, connexion / arrêt / redémarrage ;
- Contrôle d'entrée simple (comme GDM) ou double (comme XDM) ;
- Charger un utilisateur prédéfini au démarrage ;
- Messages de bienvenue et d'arrêt paramétrables ;
- Sélection aléatoire de thèmes.

## Dépendances
- X11
- libpng (en)
- libjpeg
- FreeType